# 옥천 대성사 석조여래입상
옥천 대성사 석조여래입상(沃川 大成寺 石造如來立像)은 충청북도 옥천군 청성면에 있는 조선시대의 석불이다. 2015년]] 10월 30일 문화재 지정 예고를 거쳐, 2016년 3월 4일 충청북도의 문화재자료 제89호로 지정되었다.

## 개요
옥천 대성사가 위치한 지명이 도장리(道場里) 불당골(佛堂谷)이라 불리고 옥천육씨 족보에 성종 22년(1491년)에 석불이 있었다는 기록이 남아 있다.
대성사 석조여래입상은 제작시기가 명확하지 않고 조형적으로 우수하지 않은 민불(民佛)지만 둥근 관모를 쓴 석불이 지역에 분포하고 있는 점이 특징을 보인다.
대성사 석조여래입상은 높이 360cm, 밑면 56×46cm 정도의 석불로 화강암 2석을 상하로 결구해 입석을 조성했다.
상반신과 하반신의 조각수법이 다르게 표현돼 있어 제작 시기는 명확하지 않으나, 지역에 남아있는 민불(民佛)로서 그 가치가 크다. 법의(法衣)는 양쪽 어깨에 걸친 통견(通肩)이다.
특징적인 것은 머리에 둥근 관모를 쓰고 있어 정연한 모습을 보이며, 양쪽 귓불(耳朶)에는 소공(小孔) 장식 등의 수법 등이 특이하다.

## 참고 자료
- 옥천 대성사 석조여래입상 - 국가유산청 국가유산포털